# Janet Kirina
Janet Kirina Nariki es una actriz, cantante, compositora, presentadora de televisión y productora keniana. Es conocida por su papel en Makutano Junction.

## Biografía
Nariki nació el 25 de abril de 1986 en Kajiado, Kenia.

## Carrera

### Actuación
Kirina ha aparecido en varias producciones cinematográficas y de televisión de Kenia. Ha aparecido en la telenovela educativa, Makutano Junction . Interpretó a una joven epiléptica que es bastante insegura. Ella y su socio Tony dirigen un restaurante de la familia Mabuki. Jugó junto a Charles Ouda, Wanja Mworia, Emily Wanja y Maqbul Mohammed. A partir de 2010, fue anfitriona de un programa infantil, Know Zone, donde fue coanfitriona con Charles Ouda, habiendo sido colegas en Makutano Junction.

### Música
Incursionó en la música el 22 de febrero de 2013, lanzando el sencillo debut, "Night Out". En agosto de 2013, lanzó su segundo sencillo

## Filmografía
| Año       | Título             | Rol          | Notas                       |
| --------- | ------------------ | ------------ | --------------------------- |
| 2008      | Benta              | Benta        | Película                    |
| 2008      | All Girls Together | Josie        | Película                    |
| 2008–2014 | Makutano Junction  | Florence     | Serie regular Temporada 6   |
| 2009      | Block-D            | Rita         | Series regular 1            |
| 2010      | Higher Learning    |              | Serie regular Temporada 1–4 |
| 2010      | Know Zone          | Presentadora |                             |

## Discografía
| Año  | Sencillo       | Ref(s) |
| ---- | -------------- | ------ |
| 2013 | "Night Out"    | [ 6 ]  |
| 2013 | "Niingize box" |        |

## Premios y celda|nominadainaciones
| Año  | Premio              | Categoría                              | Nominado        | Resultado |
| ---- | ------------------- | -------------------------------------- | --------------- | --------- |
| 2009 | Kalasha awards      | Mejor protagonista de cine             | Benta           | Ganadora  |
| 2012 | Kalasha awards      | Mejor protagonista de drama televisivo | Higher Learning | Nominada  |
| 2012 | Kisima Music Awards | Mejor artista nuevo                    | Janet Kirina    | Nominada  |